# Megaselia neocorynurae
Megaselia neocorynurae är en tvåvingeart som beskrevs av Gonzalez, Brown och Ospina 2002. Megaselia neocorynurae ingår i släktet Megaselia och familjen puckelflugor.
Artens utbredningsområde är Colombia. Inga underarter finns listade i Catalogue of Life.